# Euscelus angulosus
Euscelus angulosus es una especie de coleóptero de la familia Attelabidae.

## Distribución geográfica
Habita en Cuba y La Española (República Dominicana).